# Apache Flink
Apache Flink — фреймворк с открытым исходным кодом для реализации обработки потоков, разработанный фондом Apache Software Foundation.
В основу фреймворка положен движок для обработки процессов, написанный на языках Java и Scala. Flink поддерживает программирование потоков данных как в параллельном режиме, так и в конвейерном режиме (pipeline). В конвейерном режиме (pipeline) Flink позволяет реализовать последовательность заданий (batch) и поток заданий (stream). Flink поддерживает также итерационные алгоритмы естественным образом.
Flink обладает высокой пропускной способностью и низкими задержками, потоки могут активизироваться от событий и сохранять статус. Задачи в системе Flink устойчивы к отказам и используют строго одну семантику. Программы для фреймворка можно писать на языках Java, Scala, Python и SQL, задания автоматически компилируются и оптимизируются, работая как в кластерах, так и в облачном сервере.
Flink не обладает собственной системой хранения данных, но использует источники данных и коннекторы типа Amazon Kinesis, Apache Kafka, Alluxio, HDFS, Apache Cassandra и ElasticSearch.

## Разработка
Разработка Apache Flink проводилась в рамках лицензии Apache 2.0 сообществом Apache Flink в составе Apache Software Foundation. Проект вели 25 основных разработчиков и более 340 программистов-вкладчиков.
Первоначальные разработчики Apache Flink основали фирму Data Artisans, в которую вошли 12 основных разработчиков.

## Обзор
Программирование потоков данных в Apache Flink опирается на обработку событий как для ограниченных во времени наборов данных, так и для непрерывных потоков без временных ограничений. На нижнем уровне программы в системе Flink разделяются на потоки (stream) и преобразования (transformation). Поток по своей концепции представляет собой очередь записей, которая может и никогда не заканчиваться. Преобразование — это операция, которая на входе получает один или несколько потоков, и потом преобразует данные также в один или несколько потоков.
В Apache Flink используется два основных API: DataStream API для ограниченных или неограниченных потоков, и DataSet API для ограниченных наборов данных. Flink также поддерживает Table API для таблиц, используя язык типа SQL как для потоков так и для заданий. На высшем уровне Flink поддерживает язык SQL, который семантически близок к Table API и осуществляет запросы через SQL.

### Программная модель и распределённое исполнение задач
Во время выполнения программы для Flink ставятся в соответствие с потоками данных (streaming). Каждый поток берёт входные данные от одного или нескольких источников (например, ввод данных, очередь или файл), и завершается, посылая данные в один или несколько выходных потоков (очередь сообщений, файлы, база данных). В потоке проводится произвольное количество преобразования. Потоки образуют граф без циклов, позволяя приложению ветвится на многие потоки и объединять потоки вместе.
Flink предлагает соединять входные и выходные потоки с хранилищами Alluxio, Apache Kafka, Amazon Kinesis, HDFS, Apache Cassandra и др.
В распределённых системах программы Flink могут работать по кластерам или быть независимыми, используя также YARN, Mesos, или Docker для конфигурирования и распределения ресурсов.

### Статусы: контрольные точки, точки сохранения, отказоустойчивость
Apache Flink включает облегчённый механизм отказоустойчивости с использованием распределённых контрольных точек. Контрольная точка представляет собой автоматическое асинхронное сохранение (snapshot) статуса приложения в исходном потоке. В случае отказа программа в среде Flink с опцией контрольных точек производит восстановление процесса с момента последнего сохранения, при этом подразумевается что Flink оперирует с только одной семантикой статуса приложения. Механизм контрольных точек использует отметки (hook) в коде приложения, чтобы внешние системы могли подключить сохранение статуса в контрольных точкахl (подобно трансакциям при работе с базами данных).
Flink включает также механизм «точек сохранения» (savepoints), которые активируются вручную. Пользователь может создать точку сохранения, остановить программу в среде Flink, а потом заново запустить её с той же позиции. Точки сохранения позволяют также проводить изменения в программе без потери статуса приложения. Начиная с версии of Flink 1.2, точки сохранения позволяют заново запустить приложение в ситуации параллельной обработки данных

### DataStream API
DataStream API в системе Flink проводит преобразования — такие как фильтрацию, агрегацию, выборку — на ограниченных или неограниченных потоках данных. DataStream API включает в себя более 20 различных типов преобразования, которые могут быть использованы на языках Java и Scala.
Вот пример простой обработки потока для счётчика количества слов в непрерывном входном потоке по пятисекундным временным интервалам:
```
import
 
org
.
apache
.
flink
.
streaming
.
api
.
scala
.
_

import
 
org
.
apache
.
flink
.
streaming
.
api
.
windowing
.
time
.
Time

case
 
class
 
WordCount
(
word
:
 
String
,
 
count
:
 
Int
)

object
 
WindowWordCount
 
{

  
def
 
main
(
args
:
 
Array
[
String
])
 
{

    
val
 
env
 
=
 
StreamExecutionEnvironment
.
getExecutionEnvironment

    
val
 
text
 
=
 
env
.
socketTextStream
(
"localhost"
,
 
9999
)

    
val
 
counts
 
=
 
text
.
flatMap
 
{
 
_
.
toLowerCase
.
split
(
"\\W+"
)
 
filter
 
{
 
_
.
nonEmpty
 
}
 
}

      
.
map
 
{
 
WordCount
(
_
,
 
1
)
 
}

      
.
keyBy
(
"word"
)

      
.
timeWindow
(
Time
.
seconds
(
5
))

      
.
sum
(
"count"
)

    
counts
.
print

    
env
.
execute
(
"Window Stream WordCount"
)

  
}

}

```

В данном потоке входной текст делится на слова с помощью операции flatMap, каждое слово преобразуется в структуру WordCount со счётчиком, равным единице, поток объектов WordCount группируется по словам и временным интервалам в 5 секунд, а потом суммируются по счётчикам, так что в итоговом потоке остаются счётчики слов для пятисекундных интервалов.

#### Apache Beam — исполнитель Flink
Apache Beam предлагает унифицированную модель программирования, позволяющую разработчику создавать задания в конвейерном и в потоковом режиме, а потом исполнять созданные задания в среде Flink. Исполнитель Flink на базе Apache Beam содержит богатый набор возможностей.
В разработке исполнителя Flink работает фирма Data Artisans.

### DataSet API
DataSet API в системе Flink поддерживает операции преобразования данных(такие как фильтрация, группирование, соответствие (mapping), объединение) с наборами данных, ограниченными во времени. DataSet API предлагает около 20 типов преобразований. Это API поддерживается для языков Java и Scala, экспериментально также имеется API для языка Python. Концепция DataSet API сходна с концепцией DataStream API.

### Table API и SQL
Table API — это язык выражений на языке типа SQL для обработки реляционных потоков и заданий, Table API входит как составная часть в DataSet и DataStream API для языков Java и Scala. Table API и соответствующий интерфейс SQL работают с абстрактным представлением реляционных таблиц. Абстрактные таблицы могут быть созданы из внешних данных, или из имеющихся потоков данных и наборов данных. Table API поддерживает реляционные операции — выборку, агрегацию, соединение.
При этом таблицы можно опрашивать и с помощью стандартного языка SQL. Table API и SQL предлагают одинаковые функции и могут смешиваться в одной и той же программе. Таблицы могут преобразовываться обратно в наборы данных или потоки данных, логические операции оптимизируются с помощью Apache Calcite и преобразуются в программы интерфейсов DataSet или DataStream.